# Brændemærket (film fra 1991)
 For alternative betydninger, se Brændemærket. (Se også artikler, som begynder med Brændemærket)
Brændemærket er en dansk kortfilm fra 1991 instrueret af Ove Nyholm efter eget manuskript.

## Handling
Novellefilm om den stempling, der klæber sig fast til unge, der har været kriminelle.

## Medvirkende
- Jeppe Kaas, Jan
- Tina Nielsen, Lene
- Malene Clante, Berit
- Ole West Madsen, Jans far
- Ea Mannov, Jans mor
- Hanne Jørna, Erhvervsvejleder
- Eddie Karnil, Værkfører
- Christian Nielsen, Motorcyklist
- Kasper Bremer, Motorcyklist
- Mitte Svendsen, Skolesekretær
- Inge Larsen, Kontordame